# Partido del Pueblo de Mongolia
El Partido del Pueblo de Mongolia (PPM) (en mongol:Монгол Ардын Хувьсгалт) es un partido político de Mongolia, miembro de la Internacional Socialista.
Antiguamente, su ideología era comunista y marxismo-leninismo sin embargo, en 1990 adoptó una postura de socialismo democrático y en la actualidad se le considera socialdemócrata. El partido jugó un papel importante en la Revolución mongola de 1921, que fue inspirada por la de los bolcheviques en la Revolución de Octubre.  Después de la independencia, gobernó Mongolia como un Estado socialista unipartidista. El partido cambió su nombre por el de Partido Revolucionario del Pueblo Mongol (PRPM) y se unió a la Internacional Comunista en 1924.
El PRPM, el partido se organizó sobre la base del centralismo democrático, un principio concebido por Vladimir Lenin que implica una discusión democrática y abierta sobre la política bajo la condición de unidad en la defensa de las políticas acordadas. El órgano supremo del partido era el Congreso del Partido, convocado cada cinco años. Cuando el Congreso del Partido no estaba en sesión, el Comité Central era el órgano supremo, pero dado que normalmente se reunía solo una vez al año, la mayoría de los deberes y responsabilidades recaen en el Politburó y su Comité Permanente. 
El líder del partido ha sido titulado secretario General,  presidente, secretario y primer Secretario. El partido siguió previamente el marxismo-leninismo, una síntesis de las ideas de Karl Marx y Lenin introducidas por Iósif Stalin en 1929, bajo las cuales las industrias de Mongolia fueron nacionalizadas y una economía planificada fue implementado.
Después de la revolución de Mongolia de 1990, se legalizaron otros partidos políticos en Mongolia y el país pasó a ser una democracia multipartidista. Posteriormente, el partido abandonó el marxismo-leninismo en favor del socialismo democrático.  En 2010, los miembros del partido votaron a favor de adoptar la socialdemocracia como ideología del partido y restaurar el nombre original del partido, eliminando la palabra "revolucionario". Esto provocó que una facción minoritaria se separara y formara un nuevo partido para conservar el nombre de larga data. Las dos partes acordaron fusionarse y reunirse en 2021.
El PRPM gobernó el país entre 1921 y 1996, hasta 1990 en carácter de partido único. Accedió al poder nuevamente en 2000 hasta 2004 y entre 2006-2009, formó parte de un gobierno de coalición.

## Historia

### Era comunista
El partido fue fundado el 1 de marzo de 1921, y se reclama como el primer partido político del país. Al principio, era conocido como Partido del Pueblo de Mongolia, pero adhirió la palabra "Revolucionario" en su conferencia de 1924. La organización del partido era muy parecida a la del Partido Comunista de la Unión Soviética, con el cual era muy cercano.
Los primeros días de vida del partido fueron muy conflictivos, por culpa de las relaciones entre Mongolia y la Unión Soviética. Finalmente, dentro del PRPM, la facción prosoviética triunfó, y varios líderes fundadores del partido, como Dogsomyn Bodoo, Dambyn Chagdarjav y Soliin Danzan fueron ejecutados, por facciones rivales a los suyos. Durante la era estalinista, bajo el liderazgo de Horloogiyn Choybalsan a fines de los años 1930, dos primeros ministros, Peljidiin Genden y Agdanbuugiyn Amar, fueron llevados a la Unión Soviética, y ejecutados, mientras que Demid murió por culpa de veneno en un tren hacia la URSS.
A Choibalsan lo siguió Yumjaagiyn Tsedenbal, que fue primer ministro durante veinte años (el tiempo más largo que ocupó un primer ministro). Tsedenbal era más moderado que Choibalsan, pero su largo gobierno, y problemas de salud, lo llevaron a ser comparado con Brézhnev.

### Era democrática
En 1990, Mongolia empezó a liberalizar su sistema político implementando reformas parecidas a las de la URSS, y un sistema multipartidista efectivo luego de la revolución de 1992. El PRPM ganó las elecciones democráticas de 1990 y 1992, y permaneció en el poder hasta 1996, cuando la Unión Democrática de Mongolia (UDM) ganó los comicios.
Bajo el liderazgo de Nambaryn Enkhbayar, el PRPM se fue alejando de su pasado soviético, siendo en 1990 cuando se declaran como socialista democrático. Actualmente se le considera un partido socialdemócrata. Tras permanecer cuatro años en la oposición, ganó las elecciones de 2000 y desde 2003, el partido es miembro pleno de la Internacional Socialista.

## Resultados electorales

### Elecciones presidenciales
|  | 40.10 % |

|  | 62.50 % |

|  | 59.24 % |

|  | 54.20 % |

|  | 48.07 % |

|  | 41.97 % |

|  | 30.75 % |

|  | 44.85 % |

|  | 72.24 % |

### Elecciones legislativas
|  | 61.74 % |

|  | 56.90 % |

|  | 40.50 % |

|  | 51.60 % |

|  | 48.23 % |

|  | 52.67 % |

|  | 31.31 % |

|  | 45.12 % |

|  | 44.93 % |

|  | 35.01 % |